# NGC 5346
NGC 5346 é uma galáxia espiral (Sc) localizada na direcção da constelação de Canes Venatici. Possui uma declinação de +39° 34' 51" e uma ascensão recta de 13 horas, 53 minutos e 02,0 segundos.
A galáxia NGC 5346 foi descoberta em 18 de Maio de 1881 por Édouard Jean-Marie Stephan.